# 錢達 (天順進士)
錢達（1432年—？），字景通，順天府大興縣人，明朝政治人物。進士出身。

## 生平
順天府鄉試第四十六名。天順元年（1457年）丁丑科會試第七十六名，殿試登進士第三甲第一百八十五名。

## 家族
曾祖錢仲銘，贈營绣所正。祖父錢永善，曾任工部營衛所正。父亲錢文貴。